# Adam Aleksander Sanguszko
Adam Aleksander Sanguszko (ok. 1590 - przed 22 października 1653) – książę, kasztelan kijowski w 1618 r., wojewoda podolski w 1621 r., wojewoda wołyński w 1630 r., starosta włodzimierski, ostatni z linii koszyrskiej.
Był synem Hrehorego i Zofii Hołowczyńskiej (zm. 1605). Ożenił się z Katarzyną Uchańską (zm. 1650).
Deputat na Trybunał Główny Koronny z województwa wołyńskiego w 1626 roku.
Był elektorem Władysława IV Wazy z województwa wołyńskiego w 1632 roku.
W 1641 roku wyznaczony został senatorem rezydentem. W 1643 roku wyznaczony został senatorem rezydentem.
Podpisał pacta conventa Jana II Kazimierza Wazy w 1648 roku.